# Милош Билбия
Милош Билбия (на македонска литературна норма: Милош Билбија) е македонски археолог от сръбски произход, дългогодишен изследовател на праисторията. Той е откривател на известната неолитна скулптура на Адам от Говърлево.

## Биография
Билбия е роден на 26 февруари 1948 г. в Босанско Грахово, Социалистическа република Босна и Херцеговина. През 1973 г. завършва в катедрата по археология на Философския факултет към Белградския университет. Работил е в Музея на град Скопие, като старши уредник в отдела по археология. Той има богата професионална кариера, през която извършва системни археологически разкопки на неолитна и раннонеолитна култура в Скопското поле, на обектите Скупи, Чърне – Марков град край Скопие, Говърлево в Матка – Михайлова печина, участва в изследванията на праисторията на Славония в Хърватия, и на местността Церйе в Словения. Бил е член на Македонското археологическо научно дружество. Умира на 21 април 2010 г. след тежко заболяване в Скопие.